# ナチョ・ドゥアト

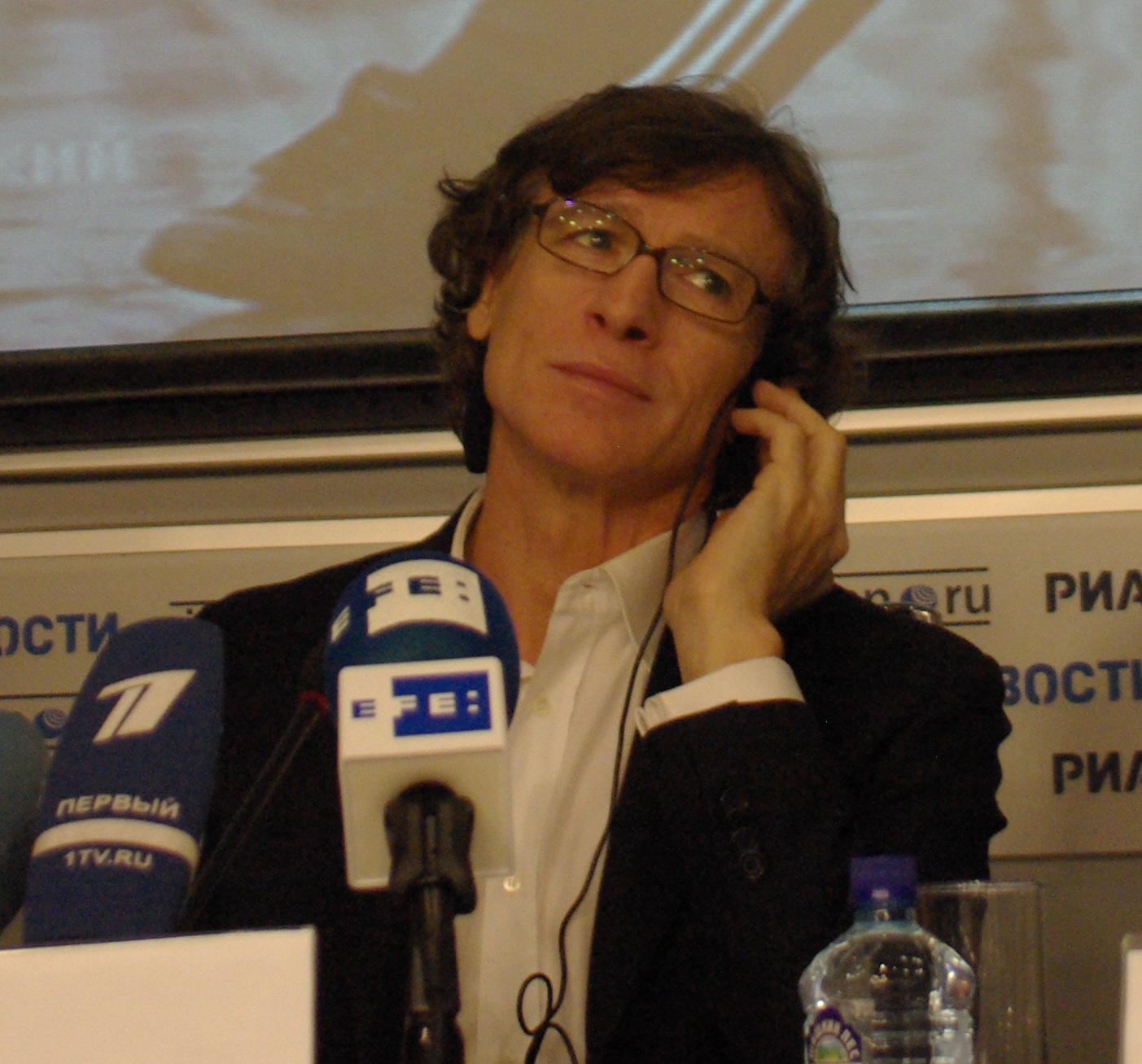
ナチョ・ドゥアト（2010年7月28日）

ナチョ・ドゥアト（Nacho Duato, 本名：Juan Ignacio Duato Bárcia, 1957年1月8日 - ）は、スペインのバレエダンサー、振付家。
バレンシア生まれ。18歳のときロンドンのランベールバレエスクールへ入学し、ブリュッセルのモーリス・ベジャール・ムードラ・バレエスクール、ニューヨークのアルヴィン・エイリー・アメリカン・ダンス・シアターで学ぶ。その後同バレエ団に入団しようとするが永住許可が下りず、1980年にストックホルムの国立クルベリ・バレエ団に入団する。翌1981年にハーグのネザーランド・ダンス・シアター（NDT）に移籍。ダンサーとして踊る傍ら、イリ・キリアンやハンス・ファン・マネンの元で振付師として活動。1983年にはNDTのために振付けた処女作「ジャルディ・タンカート」がケルンの国際振付家コンクールで1位を受賞。
1990年にスペイン国立リリコ・バレエ団の芸術監督に、マイヤ・プリセツカヤの後任として就任。1993年に同団はスペイン国立ダンスカンパニー(CND)に改称した。 
舞台衣装、美術なども手掛け、また自身も優秀なダンサーであり、よく自演する。
処女作「ジャルディ・タンカート」をはじめ、「カミング・トゥギャザー」、「ナ・フローレスタ」、「バッハへのオマージュ」など代表作は多く、数多くのカンパニーが彼の作品をレパートリーとしている。
キリアン、フォーサイス、ノイマイヤーに続く次代のコンテンポラリー・ダンス・コレオグラファーとして期待される。
2005年に映画『靴に恋して』に医師役として出演している。
2011年にミハイロフスキー劇場の芸術監督に就任した。